# Charles Manilius
Charles Manilius (Gent, 1778 - 1852) was een Belgisch liberaal politicus.

## Levensloop
Manilius was de enige zoon van een Gentse tabaksfabrikant. Hij diende als officier in het leger van Napoleon maar koos in 1815 de zijde van Willem I. Als hoge functionaris was hij onder meer belast met het toezicht op de aanleg van het kanaal Gent-Terneuzen. Bij de Belgische Omwenteling van 1830 profileerde hij zich als overtuigd orangist en verloor hij zijn functies. Na zijn betrokkenheid bij de orangistische poging tot staatsgreep van kolonel Ernest Grégoire in 1831 vluchtte hij naar Rijsel, waar hij tot 1836 in ballingschap leefde.
Na zijn terugkeer naar Gent werd hij verkozen in de gemeenteraad, en had hij onder het burgemeesterschap van Joseph van Crombrugghe en Jean-Baptiste Minne-Barth een zeer grote invloed in de stadsdiensten. In 1848, vier jaar voor zijn overlijden, verdween hij uit de Belgische politiek.